# ريكو ريتشاردسون
ريكو ريتشاردسون (بالإنجليزية: Rico Richardson)‏ هو لاعب كرة قدم أمريكية أمريكي، ولد في 1 يوليو 1991 في ناتشيز في الولايات المتحدة.

## وصلات خارجية
- ريكو ريتشاردسون على موقع مرجع كرة القدم المحترفة.كوم (الإنجليزية)